# Eira (Peloponneso)
Eira  (in greco Είρα?) è un ex comune della Grecia nella periferia del Peloponneso di 997 abitanti secondo i dati del censimento 2001.
È stato soppresso a seguito della riforma amministrativa detta Programma Callicrate in vigore dal gennaio 2011 ed è ora compreso nel comune di Ichalia.